# Юникон (аудиторско-консалтинговая группа)
Юнико́н (англ. Unicon) — российская аудиторско-консалтинговая группа компаний.
Оказывает услуги в сфере аудита, бухгалтерского учета, финансового консультирования, налогообложения, юридических услуг, бизнес-консультирования, разработки, внедрения и сопровождения информационных систем, аутсорсинга бизнес-процессов. Кроме головного офиса в Москве, имеет филиалы в Санкт-Петербурге, Вологде, Уфе, Челябинске и Казани. Общая численность сотрудников превышает 1300 человек (2024).

## История
Юникон основан в 1989 году гражданами СССР (впоследствии — граждане РФ), без участия иностранного капитала. В 1992 году получил регистрацию в Российской Федерации.
С 1990 года Юникон развивает направление ИТ-консалтинга и системной интеграции. В 2007 году соответствующее подразделение было выделено в отдельное юридическое лицо — Юникон Бизнес Солюшнс. Компания специализируется на услугах цифровой трансформации бизнеса, внедрения, развития и поддержки ИТ-систем, заказной разработки.
С 2002 года действует Юникон Учебный центр, специализирующийся на образовательных услугах и повышении квалификации бухгалтеров и аудиторов.
С 2005 года Юникон оказывает услуги в области аутсорсинга. В 2009 году он вошел в тройку лидеров рынка аутсорсинга учетных функций в России, в 2015 — занял 1-е место в рэнкинге крупнейших аутсорсинговых провайдеров RAEX.
В 2003—2021 гг. группа представляла в России международную аудиторско-консалтинговую сеть BDO Global, обладая эксклюзивными правами на оказание услуг под брендом BDO в России. В 2021 году вернулась к историческому названию «Юникон», сосредоточившись на капитализации собственного бренда.

## Рейтинги, статусы
В 1995 году Юникон впервые возглавил рейтинг крупнейших российских аудиторско-консультационных фирм Эксперт РА.
В 2023 году компания Юникон АО включена в реестр аудиторов, оказывающих услуги общественно значимым организациям (реестр ведет Федеральное казначейство) и реестр аудиторов, оказывающих услуги общественно значимым организациям на финансовом рынке (реестр ведет Банк России).
По итогам 2024 года Юникон занимает 5-е место среди крупнейших аудиторских групп и организаций в рэнкинге RAEX (2025).
В том же 2024 году Юникон АО получила наивысший уровень А++ в рейтинге надежности и качества услуг аудиторских компаний от Эксперт РА.
Годовая выручка группы — 4,6 млрд руб. (2024).